# Liolaemus wiegmannii
Espèce
Synonymes
- Proctotretus wiegmannii Duméril & Bibron, 1837

Statut de conservation UICN

 LC  : Préoccupation mineure
Liolaemus wiegmannii est une espèce de sauriens de la famille des Liolaemidae.

## Répartition
Cette espèce se rencontre :
- au Brésil dans l'État du Rio Grande do Sul ;
- au Paraguay ;
- en Uruguay dans le département de Maldonado ;
- en Argentine dans les provinces de Corrientes, de La Pampa, de San Luis, de Mendoza, de Córdoba, de Catamarca, de Tucumán, de Salta, de Jujuy, d'Entre Ríos et de Río Negro.

## Description
C'est un saurien ovipare.

## Étymologie
Cette espèce est nommée en l'honneur d'Arend Friedrich August Wiegmann.

## Publication originale
- Duméril & Bibron, 1837 : Erpétologie Générale ou Histoire Naturelle Complète des Reptiles. Librairie. Encyclopédique Roret, Paris, vol. 4, p. 1-570 (texte intégral).